# Автозом
Автозомите представляват всички хромозоми, освен половите. В локусите на автозомите са локализирани автозомните гени, които определят голяма част от признаците. При всички видове автозомите се отличават ясно от половите хромозоми. Автозомите на всеки вид представляват добре балансирана система, всяко отклонение в която води към нарушаване на нормалното развитие и на жизнеспособността на зиготата и се отразява върху структурата и функцията на генотипа. Броят на автозомите в соматичните клетки на представителите от различни видове е различен. Автозомите се определят с поредни номера. Например, всеки човек в диплоида си има 46 хромозоми, от които – 44 автозоми (22 двойки, които са отбелязани с номера от 1 до 22) и една двойка полови хромозоми (XX в жените и XY при мъжете).